# Dominicas de la Congregación del Santísimo Rosario de Sinsinawa
La Congregación del Santísimo Rosario de Sinsinawa (oficialmente en inglés: Congregation of the Most Holy Rosary of Sinsinawa) es un instituto religioso católico femenino, de vida apostólica y de derecho pontificio, fundado por el misionero dominico italo estadounidense Samuele Mazzuchelli, en Sinsinawa, en 1849. A las religiosas de este instituto se les conoce como Dominicas de la Congregación del Santísimo Rosario de Sinsinawa o simplemente como dominicas de Sinsinawa. Las mujeres de este instituto posponen a sus nombres las siglas O.P.

## Historia

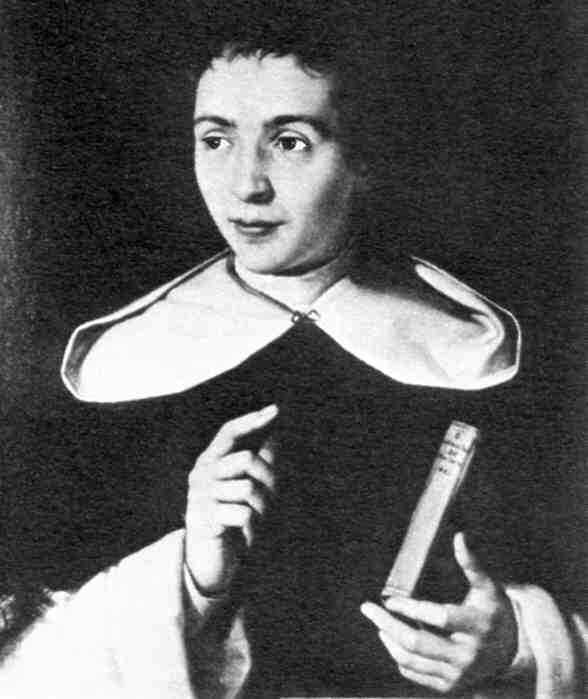
Samuele Mazzuchelli (1806-1864), fundador de la congregación, es considerado venerable en la Iglesia católica.

La congregación fue fundada por el religioso dominico Samuele Mazzuchelli, misionero apostólico en los Estados Unidos. En 1847, Mazzuchelli organizó en Sinsinawa (Wisconsin) una comunidad de terciarias dominicas. Las primeras cuatro religiosas tomaron los votos el 15 de agosto de 1849, dando inicio formal a la congregación.
El nuevo instituto tomó el nombre de Congregación del Santísimo Rosario de Sinsinawa y fueron agregadas a la Orden de los Predicadores en 1875. El papa León XIII le concedió la aprobación pontificia, mediante decretum laudis del 17 de agosto de 1888.

## Organización
La Congregación del Santísimo Rosario de Sinsinawa es un instituto religioso de derecho pontificio, internacional y centralizado, cuyo gobierno es ejercido por una priora general. La sede central se encuentra en Sinsinawa (Estados Unidos).
Las dominicas de Sinsinawa se dedican a la educación e instrucción cristiana de la juventud y forman parte de la familia dominica. En 2017, el instituto contaba con 453 religiosas y 182 comunidades, presentes en Bolivia, Estados Unidos, Italia, México y Trinidad y Tobago.